# Дойбухаа, Дондук Хертекович
Дондук Хертекович Дойбухаа (1 января 1945, Кызыл-Даг — 20 октября 2024 Кызыл) — народный мастер-камнерез, член Союза художников РФ, член правления Союза художников Республики Тыва, Народный художник Российской Федерации (2017), Заслуженный художник РСФСР (1988), лауреат Государственной премии РФ (1992), лауреат Государственной премии Республики Тыва (1991).

## Биография
Родился в местечке Коп-Соок (сейчас входит в состав села Кызыл-Даг) Бай-Тайгинского района Тувинской автономной области. В 1962 году, окончив Кызыл-Дагскую среднюю школу и курсы трактористов, работал в совхозе. В 1964 году учился в автошколе, работал водителем. В 1967 году был награждён Почётной грамотой Секретариата Союза художников РСФСР. В 1968 году принят в члены Союза художников СССР. В 1969 году работал преподавателем рисования Кызыл-Дагской средней школы. В 1973 году выпускник Кызылского училище искусств. В 1976 году принял участие в работе IV съезда Союза художников РСФСР. Лауреат премии комсомола Тувы (1967), заслуженный художник РСФСР (1988), лауреат Государственной премии Тувы (1991), лауреат Государственной премии РФ (1992). Член Правления Союза художников Тувы (1977), выставкома «Сибирь социалистическая» (1982), выставкома «Советская Россия-VII» (1985), комиссии по народному искусству РСФСР (1987), художественного совета при Министерстве культуры и Тувы (1992). Награждён медалью «За трудовое отличие» (1986), Серебряной медалью Академии художеств (1998). Был председателем госкомиссии по дипломным работам Кызылского училища искусств (1998), председатель комиссии по Премии Председателя Правительства РТ им. Х. К. Дойбухаа (2004).
Умер 20 октября 2024 года после продолжительной болезни в возрасте 79 лет.

## Творчество
Его отец — известный мастер-камнерез Х.Тойбухаа — во многом способствовал пробуждению таланта своего сына. Главной темой творчества Дондука Дойбухаа является природа и его обитатели. Уже ранние его работы отличаются высоким профессионализмом, виртуозной техникой, тонким пониманием скульптурной формы. Это позволило ему с молодого возраста быть постоянным участником крупнейших, престижных выставок страны и в 24 года стать членом Союза художников СССР. Д. Х. Дойбухаа стал участвовать в республиканских художественных выставках с 1964 года. Его первые анималистические работы изображали в основном фигуры овец, баранов, горных козлов, быков, маралов, всадников чаще в статичных позах. Уже зрелым мастером он постоянно участвует в зональных и всесоюзных выставках «Сибирь социалистическая», всероссийских «Советская Россия», «Художники автономных республик, областей, округов РСФСР», «Анималисты России», «Народное искусство России», «По родной стране», «Слава Октябрю». За 50-летнюю творческую деятельность он участвовал в 100 художественных смотрах. В 1970-е годы Дондуком Хертековичем и камнерезами Тээли и Кызыл-Дага оформлена центральная аллея парка районного центра Бай-Тайги монументально-декоративными фигурами животных Тувы и тувинки, встречающей гостей с пиалой белого чая и кадаком. Это был большой вклад в начало развития монументального искусства Тувы. Дондук Хертекович является автором монументально-декоративного фонтана на площади Арата в Кызыле (1984). Своими работами мастер не раз представлял искусство Тувы, России за рубежом — в США, Италии, Канаде, Иордании, Вьетнаме, Монголии, Германии, Финляндии, Швейцарии.

## Награды и звания
- Почётная грамота Секретариата Союза художников РСФСР (1967)
- Лауреат премии комсомола Тувы (1967)
- Медаль «За трудовое отличие» (1986)
- Заслуженный художник РСФСР (18 июля 1988 года)
- Лауреат Государственной премии Российской Федерации в области литературы и искусства 1992 года (25 декабря 1992) — за произведения последних лет, выполненные в традиции тувинской резьбы по цветному мягкому камню
- Лауреат Государственной премии Республики Тыва (1991)
- серебряная медаль Академии художеств (1998)
- Медаль «Ветеран труда» (1998)
- Медаль «За доблестный труд» Республики Тыва (4 марта 2005) — за большой вклад в развитие камнерезного искусства и многолетний добросовестный труд[7]
- Народный художник Российской Федерации (18 мая 2017) — за большой вклад в развитие отечественной культуры и искусства, средств массовой информации, многолетнюю плодотворную деятельность[8]
- Юбилейная медаль в честь 100-летия образования Тувинской Народной Республики (22 апреля 2022) — за заслуги в области культуры и искусства[9]

## Основные выставки
- Республиканская выставка (Кызыл, 1965)
- Советская Россия (Москва, 1967)
- Сибирь социалистическая (Красноярск, 1969)
- Художники Тувы в Хакасии (Абакан, 1970)
- Выставка трёх зон (Москва, 1971)
- Анималисты России (Москва, 1987)
- Имени твоему (Москва, 2000)
- Россия (Москва 2004) и др.